# نیو میلفورد (ایلینوی)
نیو میلفورد، ایلینوی (انگلیسی: New Milford, Illinois) روستایی در شهرستان وینه‌بگو، ایلینوی ایالات متحده آمریکا است که در کرانهٔ غربی رود کشواوکه واقع شده‌است و بخشی از منطقهٔ شهری راک‌فورد، ایلینوی محسوب می‌شود. جمعیت آن مطابق آمار سال ۲۰۱۰ میلادی ۶۹۷ نفر بوده‌است و ۳٫۸۳ کیلومتر مربع وسعت دارد.